# Antonio Prat
Antonio Prat (1769 - ?) fue un ingeniero militar y arquitecto español. Trabajó en el cuerpo de Ingenieros de la Marina Española y realizó algunas obras de ingeniería militar y civil en Cádiz. Conocido por haber reformado la iglesia del Colegio de doña María de Aragón en Madrid para que acogiese las segundas sesiones de las Cortes que se celebraron en Madrid. 

## Biografía
Hijo del arquitecto catalán José Prat. Los primeros estudios los finalizó en la ciudad de Barcelona, ingresando joven en la Academia militar, donde siguió los estudios matemáticos necesarios para ingresar en el Cuerpo de Ingenieros. Desarrolla trabajos arquitectónicos, acompañando a su padre, en la ciudad de Cádiz. Continua su formación en la Academia de Guardias Marinas de la Real Isla de León, donde destaca en sus habilidades para el diseño arquitectónico. El 10 de julio de 1790 obtiene el grado de alférez de Fragata de la Real Armada Española. El marqués de Ureña le encarga en 1793 la dirección de la obra del Real Observatorio Astronómico de la Isla de León, Durante la Guerra de Independencia se encargó de la fortificación de la Real Isla de León en Cádiz. Tras la guerra el acondiconó el Teatro Cómico de la Isla de León en Cádiz como salón de las Cortes. A partir de 1814 es destinado a Madrid donde realzia diversas obras arquitectónicas y de rehabilitación. Una de sus primeras misiones fue la elección y preparación del edificio que había de servir en la capital para la reunión de las Cortes, siendo el elegido Colegio de doña María de Aragón junto al Palacio Real.